# Aliatar Martins
Aliatar Martins (,  — Urussanga, 1920) foi um aviador do Exército Brasileiro, e possivelmente um dos primeiros pilotos de aeronaves do exército.

## Participação na guerra
Em janeiro de 1918 (início da participação do Brasil na Primeira Guerra Mundial), Aliatar Martins fez parte de uma missão de aviação militar que continha, além dele, outros oito aviadores, sendo estes da Marinha. Eram eles: Capitão Vasconcellos e Tenentes De Lamare, Sá Earp, Moura, Varady, Eugênio Possolo, Olavo de Araújo e Lauro de Araújo.
No início estes militares foram incorporados ao Royal Navy Air Service (RNAS) desempenhando apenas missões de patrulha.
Após a fusão do RNAS com o Royal Flying Corps do Exército britânico, essa patrulha ficou sob controle operacional do Grupo 10, da Royal Air Force (RAF). Tantos os aviadores brasileiros quanto os norte-americanos e britânicos voavam em aeronaves do modelo Sopwith Camel.

## A morte
Em agosto de 1920, o capitão Aliatar Martins amerissou na Lagoa dos Esteves, em Içara, Santa Catarina, em um biplano Macchi 9 com outro tripulante, John William Pinder. Ficaram algumas semanas hospedados na casa do Sr. Amaro Maurício Cardoso[carece de fontes?], aguardando reparos na hélice danificada por uma peça de metal que havia se soltado, possivelmente do motor. Após realizados os reparos os dois pilotos se preparavam para dar partida no motor. Ao dar a partida manual, girando a própria hélice com as mãos, Aliatar Martins foi atingido por um "contra" da hélice, caindo na lagoa e se afogando. Pinder pulou em seu auxílio vindo os dois a perecer afogados. Isto despertou interesse da imprensa da época, inclusive da imprensa inglesa. Aliatar Martins e John Pinter foram os primeiros a serem enterrados no Cemitério de Lagoa dos Esteves. Na ficha de transferência de Pinder da Força Aérea Inglesa a última anotação é: Carta comunicando a morte em 16 de agosto de 1920.[carece de fontes?] Devido a este acidente Aliatar é um nome comum de várias ruas e largos em São Paulo e Rio de Janeiro e foi o primeiro nome de Içara. Os pilotos tentavam o primeiro voo entre Rio de Janeiro e Buenos Aires. Ainda em outubro daquele ano, o Tenente De Lamare tentou o mesmo feito e acabou ficando por Rio Grande, RS quando seu avião quebrou ao se desprender de um guindaste que o estava içando para manutenção.[carece de fontes?]

## Homenagem póstuma
Na década de 1940 seu nome foi colocado em uma rua no bairro de Irajá, zona norte da cidade do Rio de Janeiro. O primeiro morador da rua (José Rodrigues, Ponte do Lima, Portugal, 22 de abril de 1898 - Rio de Janeiro, 18 de agosto de 1980) contava que a rua se chamava Rua Nova, e foi a última a ser construída neste loteamento, no qual há outras ruas com nomes de militares também.